# Josef August Senge

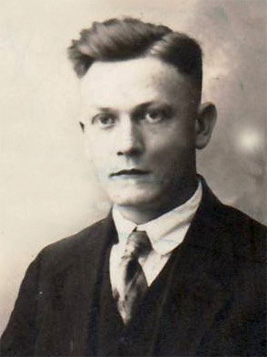
Josef August Senge (1906 — 1941)

Josef August Senge (* 30. Mai 1906 in Meschede, Westfalen; † 17. Juli 1941 in Hadamar bei Limburg an der Lahn, Hessen) war ein deutscher Fabrikarbeiter, der in der Tötungsanstalt Hadamar im Rahmen der „Aktion T4“ ermordet wurde.

## Leben
Senge war der Sohn des Fabrikarbeiters August Senge (* 20. November 1874; † 10. Februar 1953) und der Magd Josephine Senge, geborene Wegener (* 14. Mai 1875; † 17. November 1947). Er hatte zwei ältere Schwestern (Maria: * 2. Mai 1902; † 13. März 1989; Josefa: * 29. Januar 1904; † 21. Januar 1995), einen jüngeren Bruder (Johann Anton: * 28. Januar 1910; † 3. April 1984) und eine jüngere Schwester (Theresia: * 8. Dezember 1912; † 4. November 1998). Die siebenköpfige Familie lebte in bescheidenen Verhältnissen, ohne materielle Not zu leiden. Nach Abschluss seiner Pflichtschulzeit (Volksschule) arbeitete Josef August ebenso wie sein Vater in einer Fabrik.
Am 25. Juli 1928, im Alter von 22 Jahren, wurde er in die Provinzialheilanstalt Warstein eingewiesen. Kostenträger war der westfälische Landesfürsorgeverband. Von dieser Anstalt wurde Josef August Senge am 27. Juni 1941 in die psychiatrische Landesheilanstalt Herborn verlegt und am 17. Juli 1941, 35 Jahre alt, von Herborn nach Hadamar, wo er ebenso wie andere an diesem Tag dorthin verlegte Patienten unmittelbar nach seiner Ankunft ermordet wurde.
Angesichts seines gewaltsamen Lebensendes verlor Josef August Senge nach Geschlecht und Jahrgang, Todesjahr und statistischer Lebenserwartung (Sterbetafel) 36,14 Lebensjahre, der statistische Vergleich mit seinen Geschwistern ergab 48,62 verlorene Lebensjahre.

## Anstaltspsychiatrie
Im „Aufnahmebuch der Männer von 1915 bis 1930 der Anstalt Warstein“ ist „August Senge“ mit der Aufnahmenummer 4532 verzeichnet. Als Geburtsdatum wird der 30. Mai 1906 angegeben, als Beruf Fabrikarbeiter, als Familienstand ledig, als Krankheitsform ES („Einfache Seelenstörung“). Aufnahmetag war der 25. Juli 1928.
Dazu enthält das Aufnahmebuch abschließend den Vermerk, Josef August Senge sei am 27. Juni 1941 „ungeheilt“ nach Herborn verlegt worden, begleitet von seiner Patientenakte. Das gilt an diesem Tag für insgesamt 235 Patienten (112 Männer, 123 Frauen) der Landesheilanstalt Warstein. Als Kostenträger für Josef August Senge (2,25 RM/Tag) weist die „Verlegungsliste“ der Landesheilanstalt Warstein den westfälischen „Landesfürsorgeverband“ aus.
In einer „Übersicht der Verlegungen von Warstein nach anderen Anstalten im Zeitraum 1941 — 1943“ wird als Anschrift des nächsten Angehörigen von Josef August Senge dessen Vater „August Senge, Meschede Überhennestr.“ (Überhenne 14) erwähnt und somit der Wohnsitz von Josef August Senge vor seiner Einweisung in die 16 Straßenkilometer entfernte Klinik.
Die psychiatrische Landesheilanstalt Herborn war nur eine Zwischenstation auf dem Weg zu der Tötungsanstalt Hadamar. Verlegt wurde Josef August Senge nach Hadamar am Donnerstag, dem 17. Juli 1941, als „Nr. 93“ gemeinsam mit weiteren Patienten. In diesem Jahr wurden von Herborn 1.630 Patienten (755 Männer, 875 Frauen) nach Hadamar verbracht, darunter allein 773 des Krankenhauses Herborn. Sämtliche Krankenakten mussten beim Transport mitgegeben werden.
Der Verlegungstag war auch der Ankunftstag in Hadamar. Der Ankunftstag gilt nach dem Forschungsstand als Todestag, weil in Hadamar keine Unterbringung vorgesehen war. Die Ermordung erfolgte binnen Stunden nach Ankunft in der dortigen Gaskammer. Die Leichen wurden durch die „Brenner“ in den beiden Krematoriumsöfen beseitigt. Das Personal bestand aus rund 100 Personen. Hadamar war nur eine von sechs Tötungsanstalten der Aktion T4.
Nach dem Tod von Josef August Senge erhielt die Familie einen „Trostbrief“ und eine Sterbeurkunde mit dem Vermerk, Josef August sei an „Grippe mit Sepsis“ (Blutvergiftung) gestorben. Die Beisetzung der Urne mit der „Asche des Verstorbenen“, tatsächlich gefüllt mit irgendeiner Asche, erfolgte laut der Stadtverwaltung Meschede am Freitag, dem 22. August 1941, auf dem Südfriedhof (Feld 7, Grabstellen Nr. 150 bis 152), nach dem Sterberegister der katholischen Gemeinde Sankt Walburga am Montag, dem 25. August 1941. Ein Hinweis auf Josef August Senge fehlt auf der angegebenen Grabstelle.
Weitere Informationen finden sich in der je nach Aufenthaltsdauer in den Kliniken mehr oder weniger umfangreichen Patientenakte mit dem „Ärztlichen Teil (Krankenakte)“ und dem „Persönlichen Teil (Personalakte)“. Das Bundesarchiv verfügt im Bestand R 179 (Kanzlei des Führers, Hauptamt II b) über etwa 30.000 von ursprünglich annähernd 70.000 Patientenakten aus der zentralen Phase der „Euthanasie“-Aktionen im Dritten Reich, die im August 1941 endete.
Von Josef August Senge wurde bisher (Stand: 16. Januar 2017) keine Patientenakte im Bestand R 179 des Bundesarchivs in Berlin  ermittelt, weil sie wahrscheinlich vorsätzlich vernichtet wurde.

## Strafverfolgung
- Provinzialheilanstalt Warstein

In der Provinzialheilanstalt Warstein waren für die Verlegungslisten in die Zwischenanstalt Herborn und somit in die Tötungsanstalt Hadamar der Nervenarzt und Anstaltsdirektor Dr. med. Heinrich Petermann (* 2. November 1894 in Münster, Westfalen; † 2. August 1969 in Münster, Westfalen), der Landesoberverwaltungsrat Dr. jur. Alfred Schneider (* 10. April 1903 in Münster, Westfalen; † 19. März 2000 in Münster, Westfalen) und der Nervenarzt Dr. med. Heinrich Stolze (* 9. Juli 1902 in Dingelstädt, Thüringen; † 18. März 1957 in Brilon, Westfalen) im Wesentlichen gemeinsam zuständig und unbeschränkt verantwortlich.
Nach zwischenzeitlichem Wehrdienst übernimmt Petermann am 28. März 1945 erneut
die Leitung der Heilanstalt in Warstein. Durch Schreiben des Oberpräsidenten der Provinz Westfalen vom 20. Dezember 1945 wird er nach den Richtlinien der Militärregierung zunächst vom Dienst suspendiert, am 16. April 1946 entlassen und arbeitet danach in einer psychiatrischen Privatpraxis in Münster, Westfalen. – Auch Stolze wird nach Entlassung aus einem zwischenzeitlichen Wehrdienst erneut als Abteilungsarzt in der Anstalt Warstein tätig, aus dem gleichen Grund wie Petermann am 20. Dezember 1945 vom Dienst suspendiert, am 16. April 1946 entlassen und arbeitet danach in einer Privatpraxis in Brilon, Westfalen.
In der Strafsache gegen Petermann, Schneider und Stolze wegen Beihilfe zum Mord und Verbrechen gegen die Menschlichkeit hat das Schwurgericht in Münster (Westfalen) in der Sitzung vom 20. Oktober 1948 die drei Angeklagten freigesprochen. Die Kosten des Verfahrens musste die Landeskasse tragen. (Aktenzeichen: 6 Ks 1/48)
Monate später wird dieses Urteil aufgehoben, Petermann und Stolze mit dem Urteil des Schwurgerichts in Münster (Westfalen) vom 29. August 1949 erneut freigesprochen, Schneider wegen Beihilfe zum Mord unter Anrechnung der Untersuchungshaft zu einer Zuchthausstrafe von 3 Jahren und 6 Monaten verurteilt, seine bürgerlichen Ehrenrechte auf die Dauer von 3 Jahren aberkannt. Zudem muss Schneider sowohl die Kosten des Verfahrens tragen als auch die Kosten der Revisionsinstanz. (Aktenzeichen: 6 Ks 1/48) – Der Freispruch von Petermann und Stolze wird durch ein Urteil des Schwurgerichts beim Landgericht in Dortmund vom 2. Dezember 1953 bestätigt. (Aktenzeichen: 12 Ks 2/53)
Das Urteil des Schwurgerichts Münster (Westfalen) vom 29. August 1949 wird Jahre später durch Urteil des Schwurgerichts Münster (Westfalen) vom 9. Juli 1959 aufgehoben, soweit es den Angeklagten Dr. Schneider betrifft. Der Angeklagte wird freigesprochen, die Kosten des Verfahrens muss die Staatskasse tragen. (Aktenzeichen: 6 Ks 1/59 | AK 1/58 Schw.)
- Landesheilanstalt Herborn

„Direktor der Landesheilanstalt war von 1932 bis 1947 Dr. Paul Schiese. Er blieb trotz seiner Unterstützung des Krankenmordes bis 1947 im Amt, dann wurde er aus Altersgründen pensioniert. Nur wenige Mitarbeiter wurden im Zug der Entnazifizierung entlassen, Anklageerhebungen gab es nicht.“
- Landesheilanstalt Hadamar

An den „Euthanasieverbrechen“ in Hadamar waren im Juli 1941 zwei Ärzte beteiligt und unbeschränkt verantwortlich: Friedrich Berner (Deckname „Dr. Barth“) und Hans Bodo Gorgaß („Dr. Kramer“). Das übrige Personal bestand in dieser Zeit aus bis zu 100 Personen in den Abteilungen „Transport, Aufnahme, Tötung, Verwaltung, Wirtschaft“.
Beginnend mit dem 24. Februar 1947 (1. Verhandlungstag) mussten sich 25 Mitarbeiter der „Landesheilanstalt Hadamar“ vor der 4. Strafkammer des Landgerichts Frankfurt am Main verantworten (Aktenzeichen: 4a Js 3/46). Am 26. März 1947 (14. Verhandlungstag) wurde der Arzt Hans Bodo Gorgaß „wegen Mordes in mindestens 1.000 Fällen“ zum Tode verurteilt, die bürgerlichen Ehrenrechte werden ihm auf Lebenszeit aberkannt.
Mit dem Inkrafttreten des Grundgesetzes am 23. Mai 1949 und der infolgedessen abgeschafften Todesstrafe wurde das Todesurteil in eine lebenslange Zuchthausstrafe umgewandelt, danach in eine 15-jährige Zuchthausstrafe. Der Haftantritt von Gorgaß erfolgt am 20. Oktober 1948 in der hessischen „Strafanstalt Ziegenhain“. Am 4. September 1952 wurde Gorgaß in die „Strafanstalt Butzbach“ verlegt, am 7. Januar 1958 vom hessischen Ministerpräsidenten und Justizminister Georg-August Zinn per „Entschluss“ begnadigt, am 23. Januar 1958 aus der Haft entlassen. Danach wurde er von einem Pharmakonzern (Knoll AG, Ludwigshafen) als wissenschaftlicher Mitarbeiter beschäftigt und starb am 10. Oktober 1993 im Alter von 84 Jahren.
Für den „wegen Mordes in mindestens 1.000 Fällen“ rechtskräftig verurteilten Gorgaß bedeutete das eine Haft von etwa neun Jahren (Pro Mord 3,4 Tage Haft). Der im Hadamar Prozess auf der Anklagebank fehlende Arzt Berner galt zunächst als vermisst. Später stellte sich heraus, dass er am 2. März 1945 bei Warthestadt (heute Wronki, Polen) gefallen war.

## Erinnerungskultur
- Treisekapelle Warstein

In 2012 haben die Betriebsleitungen der LWL-Klinik und der LWL-Heime in Warstein die Anonymität der „Euthanasie“-Opfer aufgehoben, um sie durch die Gestaltung der Gedenkstätte Treisekapelle vor dem Vergessen zu bewahren. Verwirklicht wird das durch eine Gedenktafel mit den 1.575 Namen der von dort in die Tötungsanstalten transportierten Patienten. Eine Gedenktafel, die auch an „JOSEF AUGUST SENGE“ erinnert.
- Gedenkstätte Hadamar

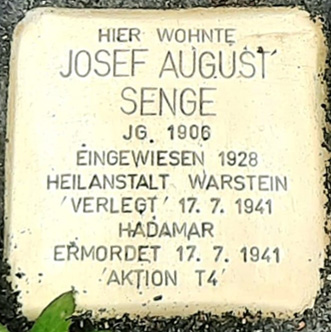
Stolperstein für Josef August Senge

Das Gedenkbuch in der Gedenkstätte Hadamar beinhaltet die Namen der in der Tötungsanstalt Hadamar vergasten 10.072 Opfer der NS-„Euthanasie“ und ist beim Besuch der Gedenkstätte Hadamar unbeschränkt einsehbar. Im Gedenkbuch Hadamar, 1941 – 1945, findet sich auf Seite 267 „August Senge, 30.05.1906 – 17.07.1941“ (Stand: 7. Mai 2014).
- Stolpersteine Meschede

In 2012 wurden in der Kreis- und Hochschulstadt Meschede elf Stolpersteine als Erinnerung an die Juden verlegt, die aus Meschede deportiert und von den Nazis ermordet wurden. Am 29. Januar 2022 wurde zur Erinnerung an das Schicksal von Josef August Senge an dessen zuletzt frei gewähltem Wohnort Überhenne 14 in Meschede von dem Künstler Gunter Demnig der zwölfte Stolperstein verlegt.
- Stolpersteine NRW

Ausgangspunkt dieses Projektes sind die etwa 15.000 bereits in Nordrhein-Westfalen verlegten Stolpersteine zum Gedenken an Menschen, die von den Nationalsozialisten verfolgt, ermordet, in den Suizid getrieben wurden. Mit „Stolpersteine NRW“ macht der Westdeutsche Rundfunk die Lebensgeschichten dieser Menschen digital zugänglich.
- Gedenkort für „Euthanasie“-Opfer

Seit dem 2. September 2014 erinnert ein Gedenkort für die Opfer der NS-„Euthanasie“ am historischen Ort der Planungszentrale in der Berliner Tiergartenstraße 4 exemplarisch und generalisierend an die Ermordung tausender Patienten aus Heil- und Pflegeanstalten.